# Татјана Чернова
Татјана Сергејевна Чернова (рус. Татьяна Сергеевна Чернова; Краснодар 29. јануар 1988) је руска атлетичарка специјалиста за седмобој.
Чернова је 2005. победила у седмобоју на Светском првенству младих до 18 година старости. То је потврдила следеће године на Светском јуниорском првенству у Пекингу 2006. постигавши свој најбољи резултат са 6.227 бодова. Такмичила се у руској екипи на Олимпијским играма 2008. у Пекингу. Татјана Чернова освојила је бронзану медаљу у седмобоју иза Украјинке Наталије Добринске и Американке Хајлијас Фаунтејн, искористивши дисквалификацију због допинга другопласиране Људмиле Блонске.
Након Олимпијских игара у Пекингу, Чернова је наступила и постигла још неколико врхунских резултата. На првенству света у дворани, које је 2010. одржано у Дохи, победила је у петобоју са резултатом од 4762 бодова, док је на светском првенству на отвореном у Тегуу заузела прво место са новим личним рекордом од 6880 бодова.

## Лични рекорди
- на отвореном

| Дисциплина              | Место         | Резултат |
| ----------------------- | ------------- | -------- |
| 100 м препоне           | Атина 2007.   | 13,47    |
| 100 м препоне (76,2 цм) | Маракеш 2005. | 13,62    |
| Скок увис               | Тула 2007     | 1,87 м   |
| Бацање кугле            | Арл 2007      | 13,57 м  |
| 200 м                   | Сочи 2007.    | 23,50    |
| Скок удаљ               | Гоцис 2008.   | 6,78 м   |
| Бацање копља            | Тула 2006.    | 54,49 м  |
| 800 м                   | Пекинг 2008.  | 2:06,50  |
| Седмобој                | Тегу 2011.    | 6.880    |

- у дворани: петобој

| Дисциплина    | Место        | Резултат |
| ------------- | ------------ | -------- |
| 100 м препоне | Москва 2010. | 8,24     |
| 100 м препоне | Талин 2010.  | 8,24     |
| Скок увис     | Пенза 2010   | 1,84 м   |
| Бацање кугле  | Доха 2010.   | 14,54 м  |
| Скок удаљ     | Пенза 2010.  | 6,72 м   |
| 800 м         | Талин 2008.  | 2:10,10  |
| петобој       | Пенза 2010.  | 4.855    |